# Bzou

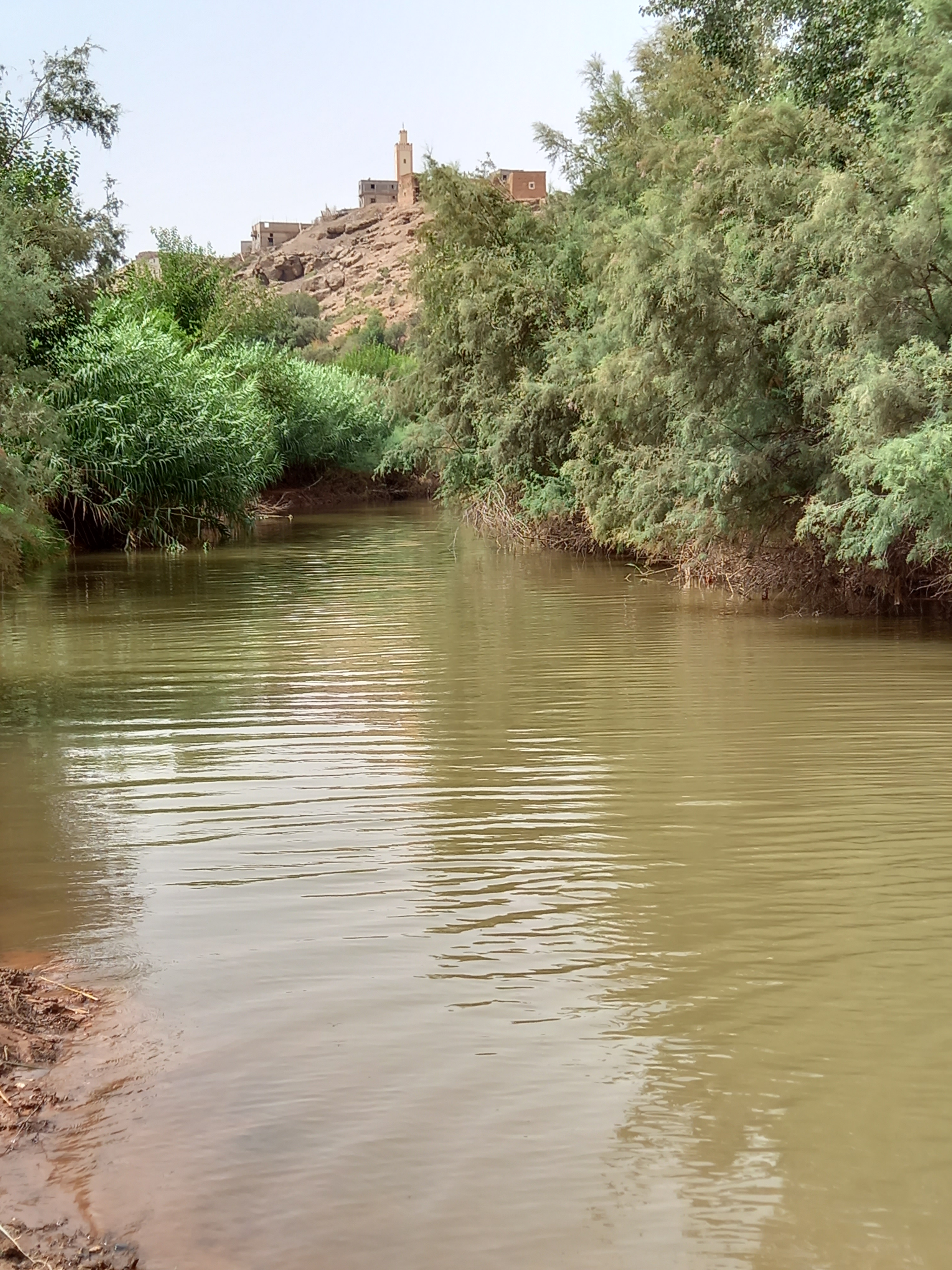
Bzou Ait Mouli

Bzou (en Tamazight du Maroc central: Bzu et ⴱⵣⵓ, arabe : بزو) est une ville du Maroc. Elle est située dans la région de Béni Mellal-Khénifra.

## Étymologie
Il existe deux théories sur l'origine du nom de la ville : la première est qu'il viendrait du mot berbère "afza/afzu" qui signifie "calcaire", et l'autre est qu'il viendrait du mot "abzaw" qui fait référence à une couleur miel.

### Sources

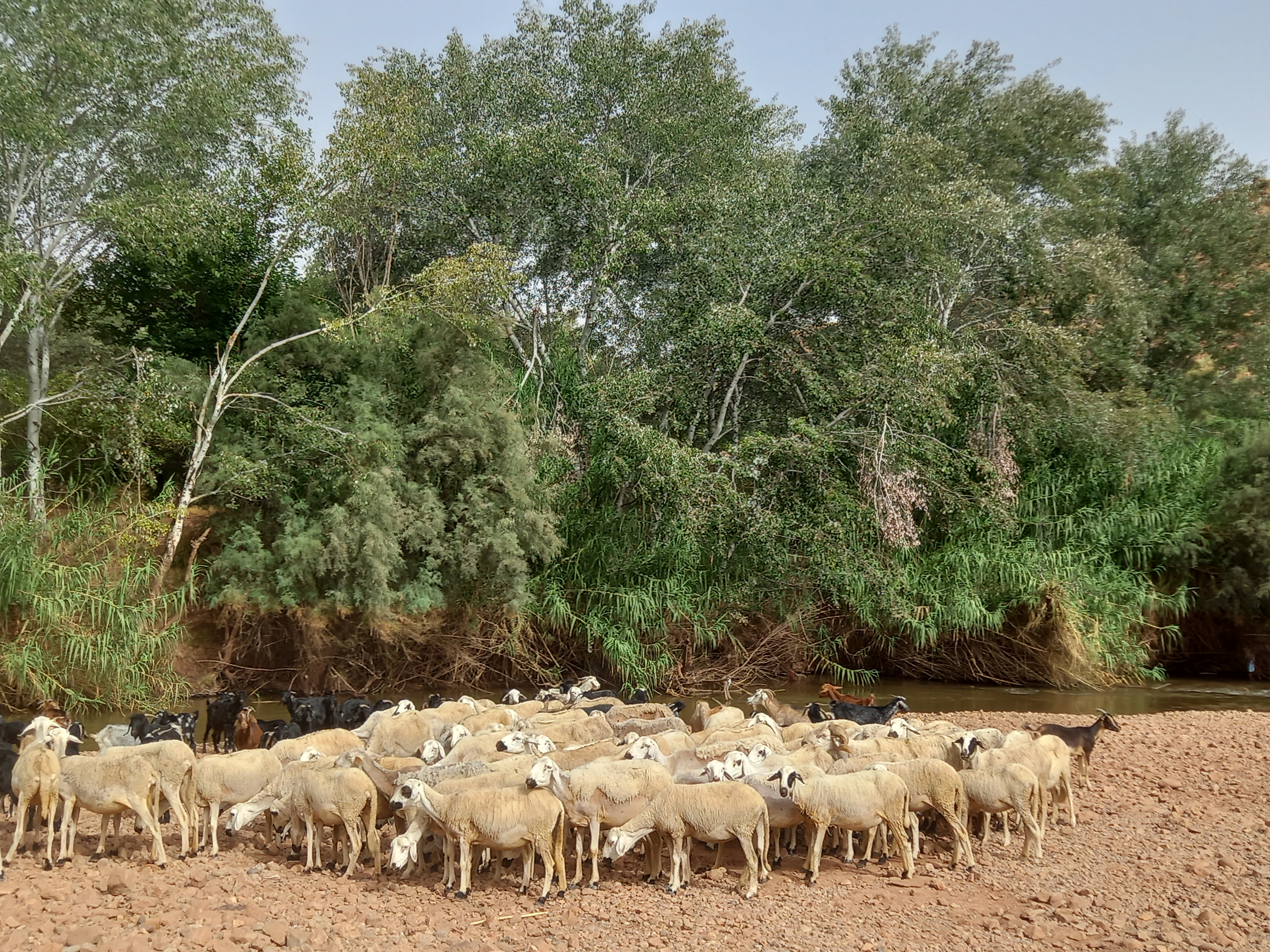
Bzou Ait Mouli

- Bzou Ait Mouli(en) Bzou sur le site de Falling Rain Genomics, Inc.